# Manuel Cauchi
Pour les articles homonymes, voir Cauchi.
Manuel Cauchi est un acteur maltais de cinéma et de télévision qui joue dans des productions locales et étrangères.

## Filmographie

### Cinéma
- 2012 : Kon-Tiki de Joachim Rønning et Espen Sandberg  (post-production) : Jose Bustamente
- 2011 : Balzan's Contract d’Armand Attard (court métrage)
- 2011 : Le Cochon de Gaza de Sylvain Estibal : Abo-Zouhair, le prédicateur
- 2010 : Daqqet ix-Xita (Implacable Bruine) de Kenneth Scicluna : Le passager
- 2009 : Agora d’Alejandro Amenábar : Théophile
- 2008 : A previous engagement de Joan Carr-Wigging : L’habitant du lieu
- 2006 : Sharia-Gods Law : Bourreau
- 2004 : Troie : Vieux pêcheur de Sparte
- 2001 : Revelation de Stuart Urban : Le prêtre de l’émeute
- 1990 : Der Skipper de Peter Keglevic : 1er fonctionnaire
- 1985 : Les loups entre eux de José Giovanni : Terroriste italien
- 1983 : Hanna K. de Costa-Gavras : Barman sur la plage

### Télévision
- 2012 : Sinbad (série télévisée, post-production) : Omar
- 2012 : Sotto Protezione d’Edoardo Margheriti : Bruno Silvestri
- 2010 : Hercule Poirot (série télévisée), épisode Le Crime de l'Orient-Express : Mari turc (non crédité)
- 2007-2008 : Les Mystères romains (série télévisée) : Prophète de malheur / Sextus
- 2008 : Tempelriddernes skat III: Mysteriet om slangekronen (Le trésor perdu des templiers 3 : Le mystère de la couronne du serpent, téléfilm suédois)
- 2004-2007 : Familie (série télévisée flamande) : Joe Bonduono
- 2006 : What We Did on Our Holiday : Father Anthony
- 2006 : Pupi (série maltaise de Charles Stroud) : Dr. Nicola
- 2006 : Blackbeard: Terror at Sea (mini-série) : Capitaine Dosset
- 2005 : Die Patriarchin (La Patriarche, mini-série allemande) : Directeur de la banque
- 2003 : Hélène de Troie : Le père adoptif de Pâris
- 2002 : Jules César (série) : Cinna
- 1989 : A Fine Romance (série) : Chauffeur
- 1988 : Crash (téléfilm allemand) : Courtier d’assurances